# Xoriç
El xoriç és una llonganissa molt prima, feta especialment de llom de porc. El mot deriva del castellà chorizo, d'origen incert potser preromà, potser del llatí sauricius. També podria ser una evolució antiga de salsicium, d'on prové també el mot salsitxa. És un embotit típic de Catalunya i part del País Valencià. A Catalunya, és una espècie de botifarra envellida (a l'aire o fumat) i que és elaborada a partir de la carn del porc capolada (si bé no exclusivament) i adobada amb espècies, entre les quals el pebre vermell. La pell d'aquest tipus de botifarra sol ser l'intestí prim del porc.
El xoriço és una versió picant del xoriç típica de la península Ibèrica i de Llatinoamèrica i especialment conegut en la seua variant basca: xoriço de Pamplona.